# Sinop gracilifemur
Sinop gracilifemur är en insektsart som beskrevs av Marius Descamps 1984. Sinop gracilifemur ingår i släktet Sinop och familjen gräshoppor. Inga underarter finns listade i Catalogue of Life.